# 핀란드 마르카
마르카(핀란드어: Suomen markka, 스웨덴어: finsk mark)는 1860년부터 2002년 2월 28일까지 통용된 핀란드의 통화이다. 1 마르카는 100 펜니애(핀란드어: penni 펜니[*], 복수형: penniä, 스웨덴어: penni 펜니[*])에 해당된다.
1860년 핀란드 국립은행이 마르카를 도입했다. 당시의 교환 비율은 1 러시아 루블 = 4 핀란드 마르카였다. 1865년 러시아 루블에서 독립된 통화로 인정되었으며 이와 함께 마르카를 바탕으로 한 은본위제가 도입되었다.
1917년 핀란드는 독립과 함께 마르카를 법정 통화로 지정하는 한편 마르카를 바탕으로 한 금본위제를 도입했다. 겨울 전쟁 중이던 1940년 핀란드가 금본위제를 폐지하면서 마르카는 엄청난 인플레이션을 겪게 된다. 핀란드는 1963년 구 100 마르카 = 신 1 마르카의 화폐 개혁을 시행했다.
2002년 2월 28일까지 유로와 함께 통용되었으며 10, 50 펜니애, 1, 5, 10 마르카 동전과 10, 20, 50, 100, 500, 1000 마르카 지폐가 통용되었다. 유로와의 교환 비율은 1 유로 = 5.94573 마르카이다.

## 같이 보기
- 핀란드 은행
- 핀란드의 유로 주화
- 핀란드의 경제